# Lai Hòa
Lai Hòa là một xã thuộc thành phố Cần Thơ, Việt Nam.

## Địa lý
Xã Lai Hòa có vị trí địa lý:
- Phía đông giáp phường Vĩnh Phước
- Phía tây và phía bắc giáp tỉnh Cà Mau
- Phía nam giáp Biển Đông.

Xã Lai Hòa có diện tích 55,37 km², dân số năm 2024 là 29.426 người, mật độ dân số đạt 531 người/km².

## Hành chính
Xã Lai Hòa được chia thành 11 ấp: Hòa Hiệp, Lai Hòa, Lai Hòa A, Năm Căn, Prey Chóp, Prey Chóp A, Prey Chóp B, Xẻo Cóc, Xẻo Xu, Xung Thum A, Xung Thum B.

## Lịch sử
Ngày 20 tháng 9 năm 1975, Bộ Chính trị ban hành Nghị quyết số 245-NQ/TW về việc hợp nhất tỉnh Cần Thơ (ngoại trừ huyện Thốt Nốt), tỉnh Sóc Trăng, tỉnh Trà Vinh, tỉnh Vĩnh Long thành một tỉnh, tên gọi tỉnh mới cùng với nơi đặt tỉnh lỵ sẽ do địa phương đề nghị lên.
Ngày 20 tháng 12 năm 1975, Bộ Chính trị ban hành Nghị quyết số 19/NQ về việc hợp nhất tỉnh Cần Thơ (bao gồm cả huyện Thốt Nốt của tỉnh Long Xuyên), tỉnh Sóc Trăng thành một tỉnh mới, tên gọi tỉnh mới cùng với nơi đặt tỉnh lỵ sẽ do địa phương đề nghị lên.
Ngày 24 tháng 2 năm 1976, Chính phủ Cách mạng lâm thời Cộng hòa miền Nam Việt Nam ban hành Nghị định số 3/NQ/1976 về việc hợp nhất tỉnh Cần Thơ, tỉnh Sóc Trăng và thành phố Cần Thơ thành một tỉnh mới, lấy tên là tỉnh Hậu Giang.
Ngày 15 tháng 9 năm 1981, Hội đồng Bộ trưởng ban hành Quyết định số 70-HĐBT về việc chia xã Lai Hòa thuộc huyện Vĩnh Châu thành 4 xã: Hòa Điền, Hòa Hải, Hòa Phước, Lai Hòa.
Ngày 16 tháng 9 năm 1989, Hội đồng Bộ trưởng ban hành Quyết định số 128-HĐBT. Theo đó, xã Lai Hòa có 3.929,32 ha diện tích tự nhiên và 12.981 nhân khẩu.
Ngày 7 tháng 12 năm 1990, Ban Tổ chức – Cán bộ của Chính phủ ban hành Quyết định số 547/QĐ-TCCP về việc về việc sáp nhập 1.348 ha diện tích tự nhiên và 3.932 nhân khẩu của xã Hòa Hải mới giải thể vào xã Lai Hòa.
Sau khi phân vạch địa giới hành chính, xã Lai Hòa có 5.426,32 ha diện tích tự nhiên và 17.883 nhân khẩu.
Ngày 26 tháng 12 năm 1991, Quốc hội ban hành Nghị quyết về việc chia tỉnh Hậu Giang thành tỉnh Cần Thơ và tỉnh Sóc Trăng.
Ngày 25 tháng 8 năm 2011, Chính phủ ban hành Nghị quyết số 90/NQ-CP về việc thành lập thị xã Vĩnh Châu thuộc tỉnh Sóc Trăng. Xã Lai Hòa trực thuộc thị xã Vĩnh Châu.
Ngày 12 tháng 6 năm 2025, Quốc hội ban hành Nghị quyết số 202/2025/QH15 về việc sắp xếp đơn vị hành chính cấp tỉnh (nghị quyết có hiệu lực từ ngày 12 tháng 6 năm 2025). Theo đó, sáp nhập tỉnh Hậu Giang và tỉnh Sóc Trăng vào thành phố Cần Thơ.
Ngày 16 tháng 6 năm 2025, Ủy ban Thường vụ Quốc hội ban hành Nghị quyết số 1668/NQ-UBTVQH15 về việc sắp xếp các đơn vị hành chính cấp xã của thành phố Cần Thơ năm 2025 (nghị quyết có hiệu lực từ ngày 16 tháng 6 năm 2025). Theo đó, giữ nguyên toàn bộ 55,37 km² diện tích tự nhiên, quy mô dân số là 29.426 người của xã Lai Hòa thuộc thị xã Vĩnh Châu, tỉnh Sóc Trăng.